# 慈眼堂 (大津市)
慈眼堂（じげんどう）は、滋賀県大津市坂本にある天海（慈眼大師）の廟所。恵日院の境内にある。

## 歴史

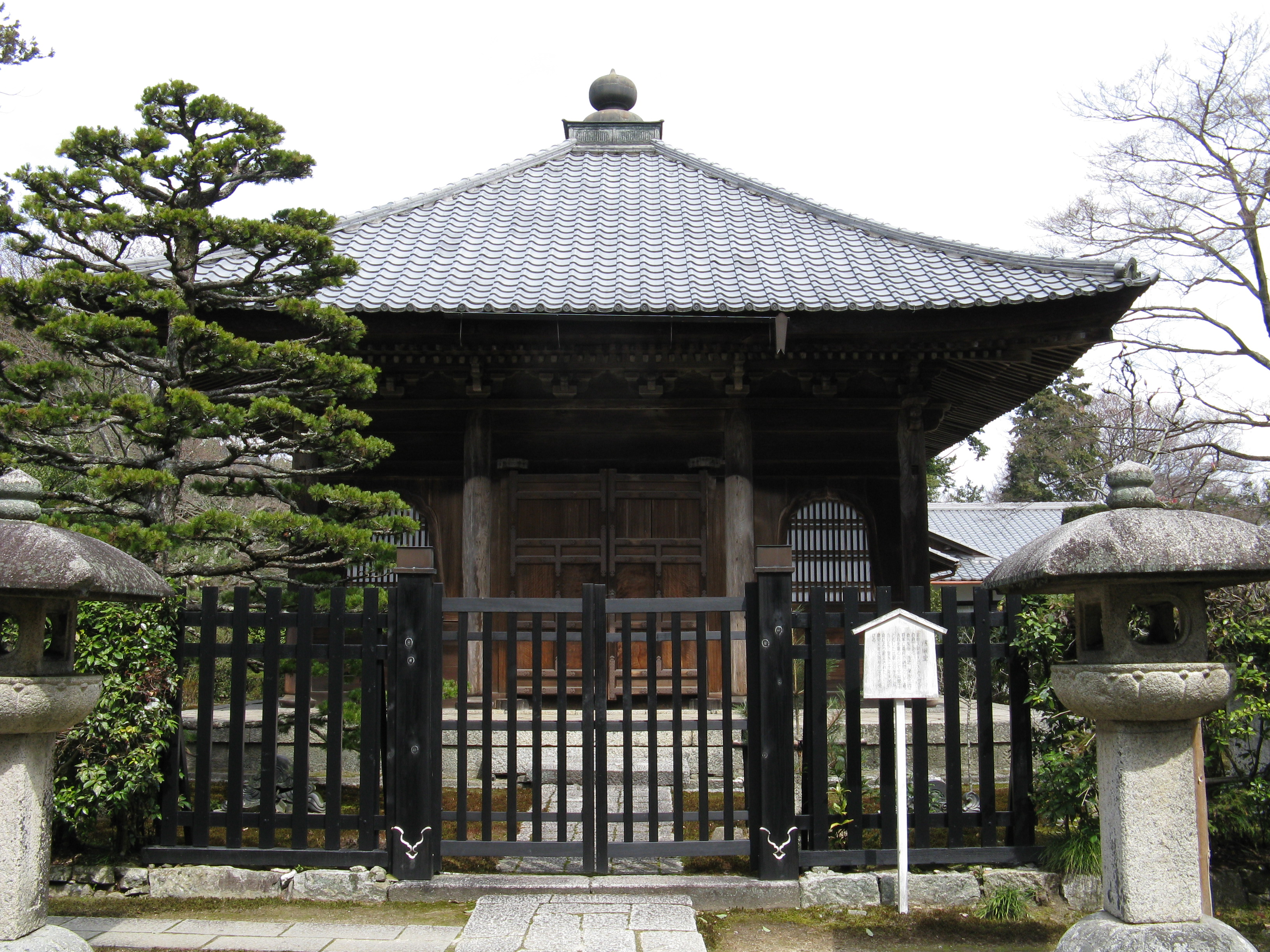
慈眼堂

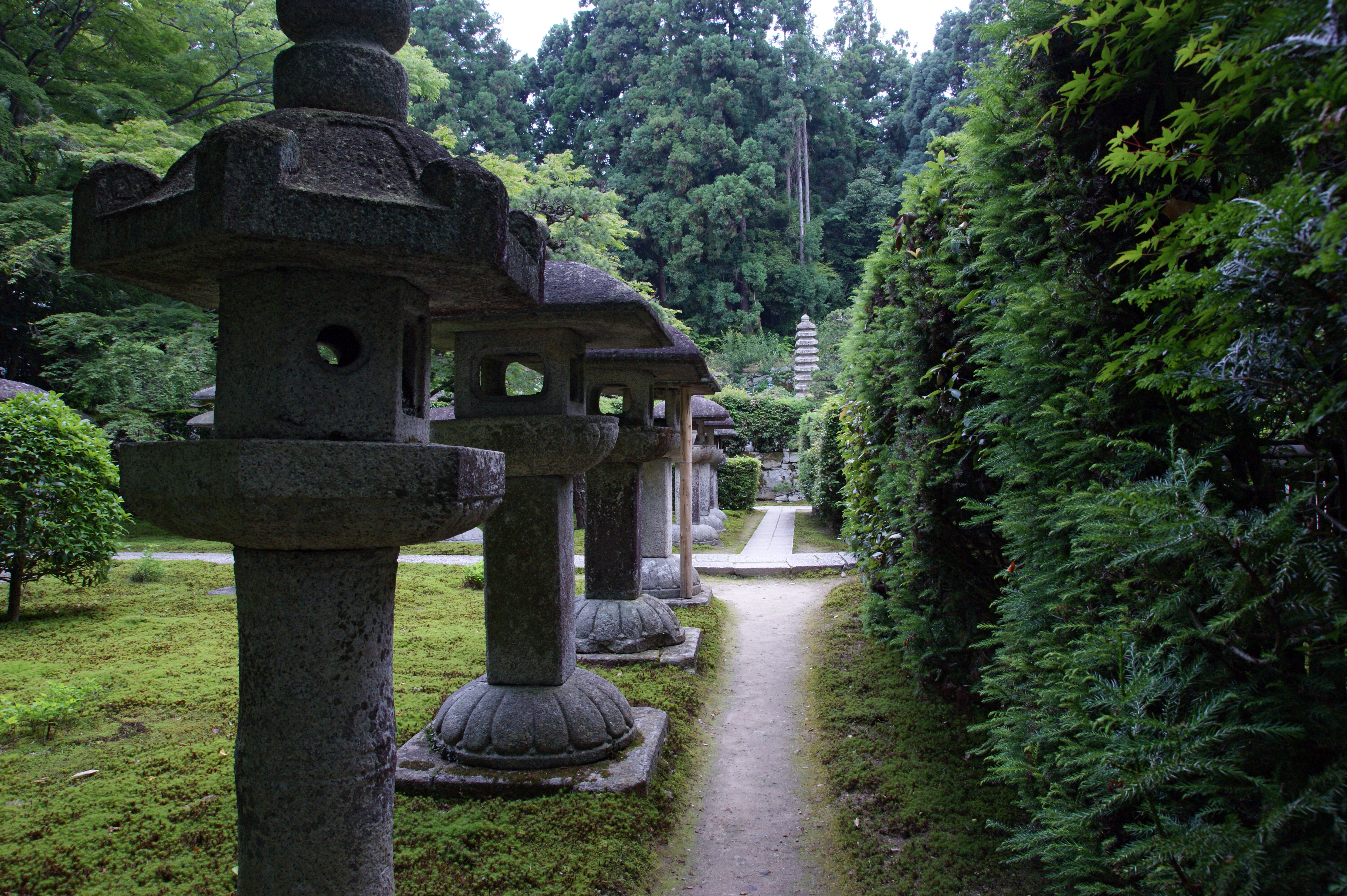
堂建立と同時に整備された石燈籠16基（江戸時代初期）

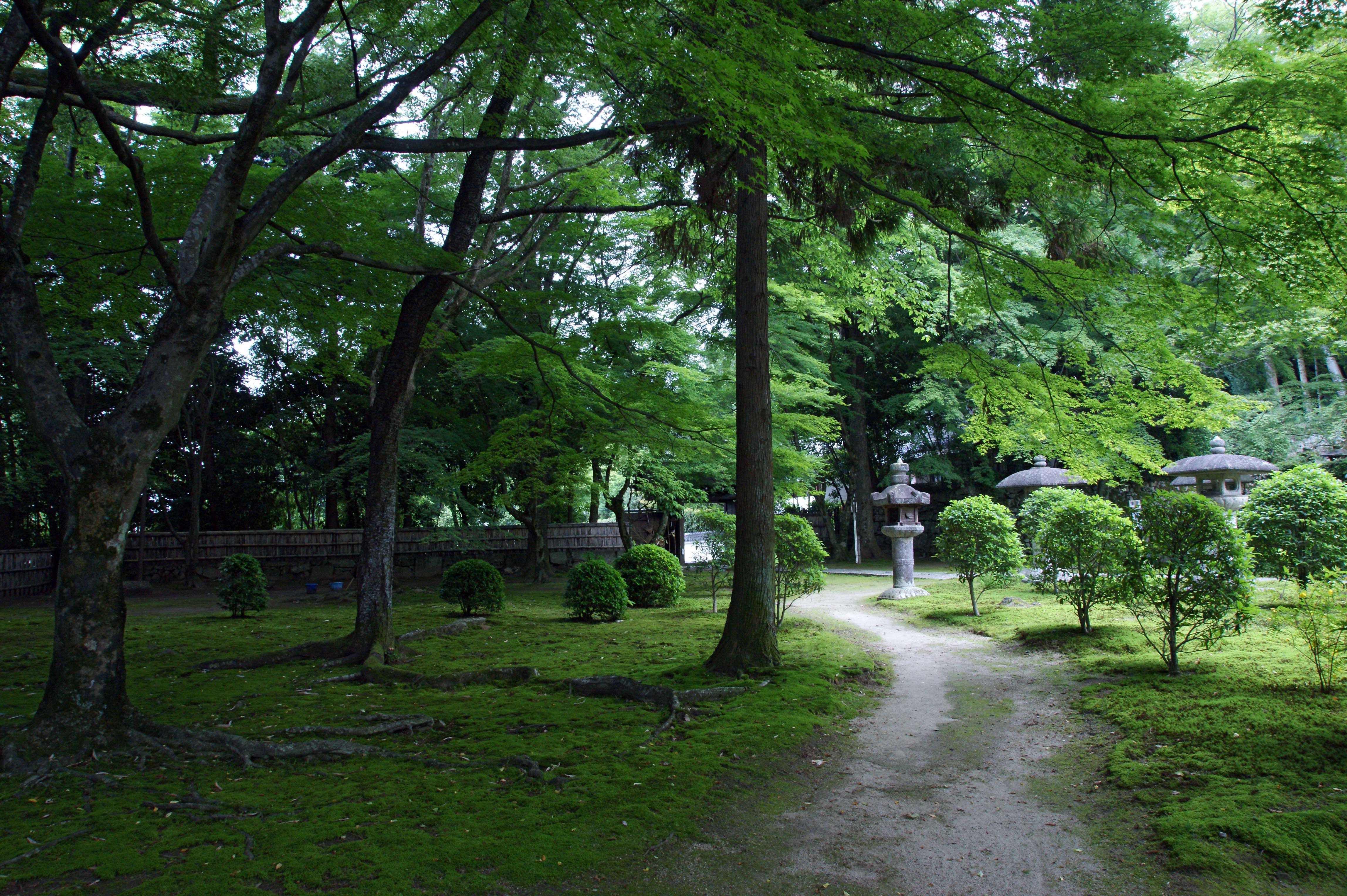
恵日院境内

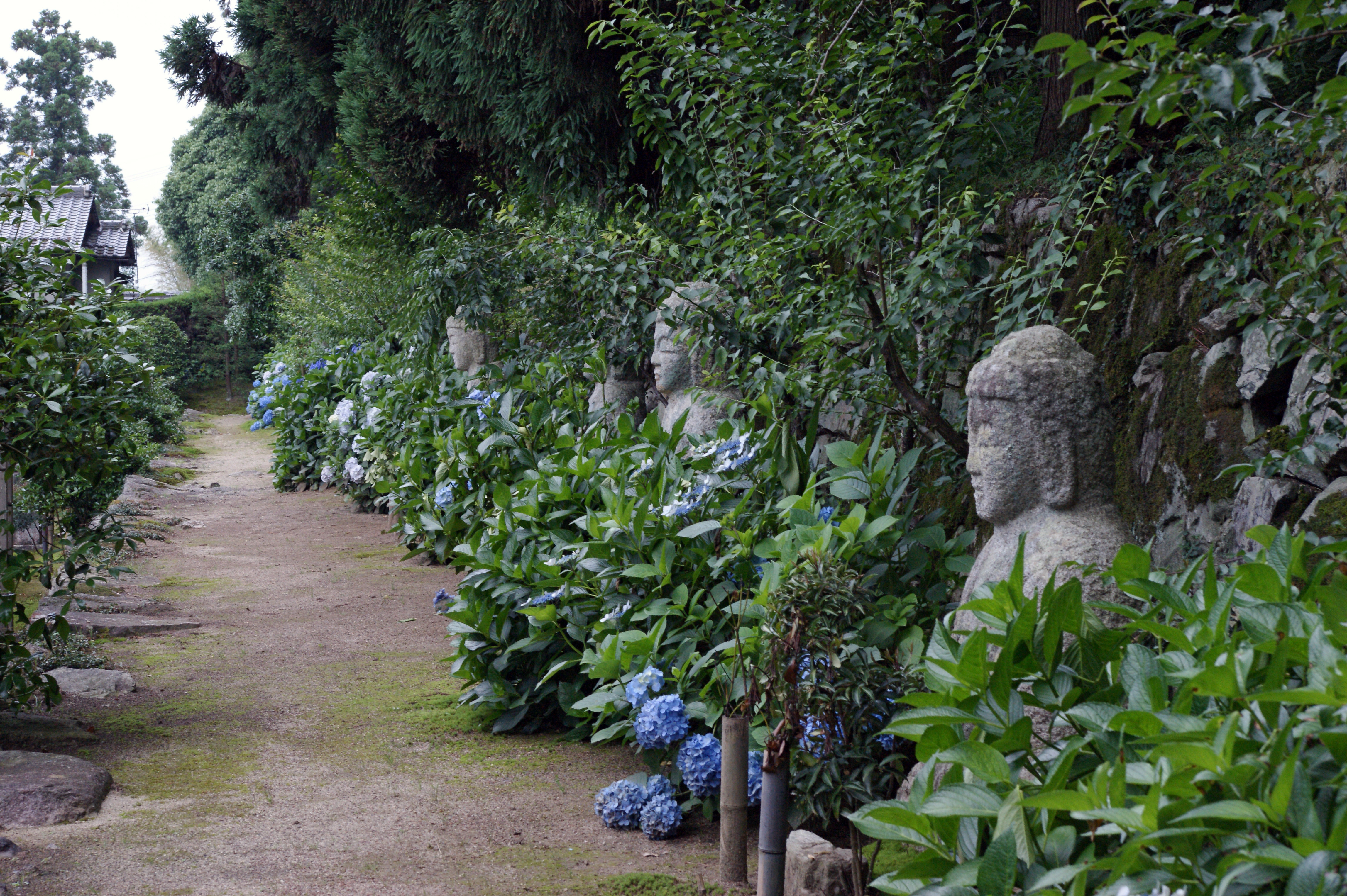
13体の石仏（戦国時代）

慶長12年（1607年）から比叡山南光坊に住み、織田信長の比叡山焼き討ち後の延暦寺の復興に尽力した天海の廟所である。江戸時代初期の禅宗様を基本とする仏堂で、正保3年（1646年）に建立された。正面三間、側面三間、一重、宝形造、桟瓦葺の建物である。建物は国の重要文化財に指定されている。 
堂内には木造慈眼大師坐像（重要文化財）が祀られていた（現在は延暦寺国宝殿にある）。境内には天海によって高島市から当地に移された鵜川四十八体石仏群のうちの13体の阿弥陀如来坐像のほか、歴代天台座主の墓、桓武天皇の御骨塔などがある。

## 境内
- 慈眼堂（重要文化財） - 正保3年（1646年）建立。
- 慈眼大師供養塔
- 桓武天皇の御骨塔
- 後陽成天皇供養塔
- 後水尾天皇供養塔
- 徳川家康供養塔
- 清少納言供養塔
- 紫式部供養塔
- 和泉式部供養塔
- 新田義貞供養塔
- 歴代天台座主の墓
- 鵜川四十八体石仏群のうち13体 - 天文22年（1553年）に六角義賢が高島郡（現・高島市）鵜川に亡き母の菩提を弔うために建立した48体の阿弥陀如来坐像のうちの13体。この13体は江戸時代初期に当地に移されたもの。

## 文化財

### 重要文化財
- 慈眼堂 - 2016年（平成28年）指定、所有者は延暦寺[1]。
  - 附：厨子1基（一間厨子、入母屋造、妻入、正面軒唐破風付、杮葺）
- 木造慈眼大師坐像 - 江戸時代、延暦寺国宝殿保管。

### その他の文化財
- 釣燈籠2個 - 承応元年壬辰10月2日の刻銘があるもの。
- 石燈籠16基 - 慈眼大師御寶前、承応元年の刻銘があるもの6基、慈眼大師御霊前、承応2年の刻銘があるもの6基、慈眼大師御霊前、承応3年の刻銘があるもの2基、慈眼大師御宝前の刻銘があるもの2基。

## 所在地
- 滋賀県大津市坂本4丁目6-1

## 交通アクセス
- 湖西線 比叡山坂本駅 徒歩10分
- 京阪石山坂本線 坂本比叡山口駅 徒歩7分

## 周辺
- 滋賀院門跡
- 天台宗務庁
- 坂本伝統的建造物群保存地区